# Kostel Panny Marie Bolestné (Mariánské Radčice)
Kostel Panny Marie Bolestné je římskokatolický farní kostel zasvěcený Panně Marii Bolestné a významné poutní místo v Mariánských Radčicích v okrese Most. Jeho současná barokní podoba vychází z přestavby v letech 1698–1718. Od roku 1963 je chráněn jako kulturní památka.

## Historie
Původ poutí k obrazu Panny Marie Bolestné pod Křížem spadá již do 13. století, kdy byl v roce 1278 vypálen Osecký klášter, putovali lidé do Mariánských Radčic. Papež Mikuláš IV. ve svém breve z roku 1289 udělil 40denní odpustek každému, kdo v určité dny ve zdejším kostele učiní pokání.
Kostel přečkal husitské války a v 16. století zůstal katolický i přes rozmach protestantství v severních Čechách. V roce 1626 se cisterciáčtí mniši vrátili zpět do Oseka a obnovili poutní cesty do Mariánských Radčic. K rozkvětu došlo v 18. století, kdy opat Benedikt Littwerig nechal vybudovat nový barokní kostel, ambit a faru, které dokončil jeho nástupce Jeroným Besnecker. Základní kámen kostela byl položen v roce 1698 a stavba byla dokončena v roce 1718 křížovou cestou. Po dokončení kostela byl svatý obraz Panny Marie umístěn na hlavní oltář. Stavbu prováděli architekti Jan Baptista Mathey a Octavio Broggio. Mathey vytvořil kostelní loď a boční kaple, zatímco Broggio je autorem presbytáře a křížové chodby.
Na konci 18. století byl ambit opatřen malbami a z té doby pocházejí i sochy světců, oltáře a obrazy v kostele. Opat Athanasius Bernhard nechal roku 1857 odlít nové kostelní zvony. V 80. letech 19. století byl kostel renovován a při té příležitosti se změnila i výzdoba kostela. Z té doby pochází i současný hlavní oltář, který byl dokončen v roce 1910.
Po roce 1945 tradiční poutě ustaly a areál začal chátrat. V roce 1971 byl částečně opraven, přesto se mnohé objekty nacházely v havarijním stavu. Tradice mariánských poutí byla obnovena až po roce 1989 oseckým opatem Jindřichem Bernhardem Thebesem.

### Program záchrany architektonického dědictví
V rámci Programu záchrany architektonického dědictví bylo v letech 1995–2014 na opravu památky čerpáno 3 500 000 Kč.
| rok    | 2008 | 2009 | 2010 | 2011 | 2012 | 2003 | 2014 |
| ------ | ---- | ---- | ---- | ---- | ---- | ---- | ---- |
| částka | 800  | 500  | 420  | 530  | 420  | 380  | 450  |

### Poutní cesta
Ke kostelu směřovala z nedalekých Libkovic poutní cesta založená roku 1725 klášterem v Oseku a lemovaná sedmi kapličkami od Oktaviána Broggia. Čtyři dochované kaple byly přemístěny při likvidaci Libkovic do Vtelna.